# Poliolefina

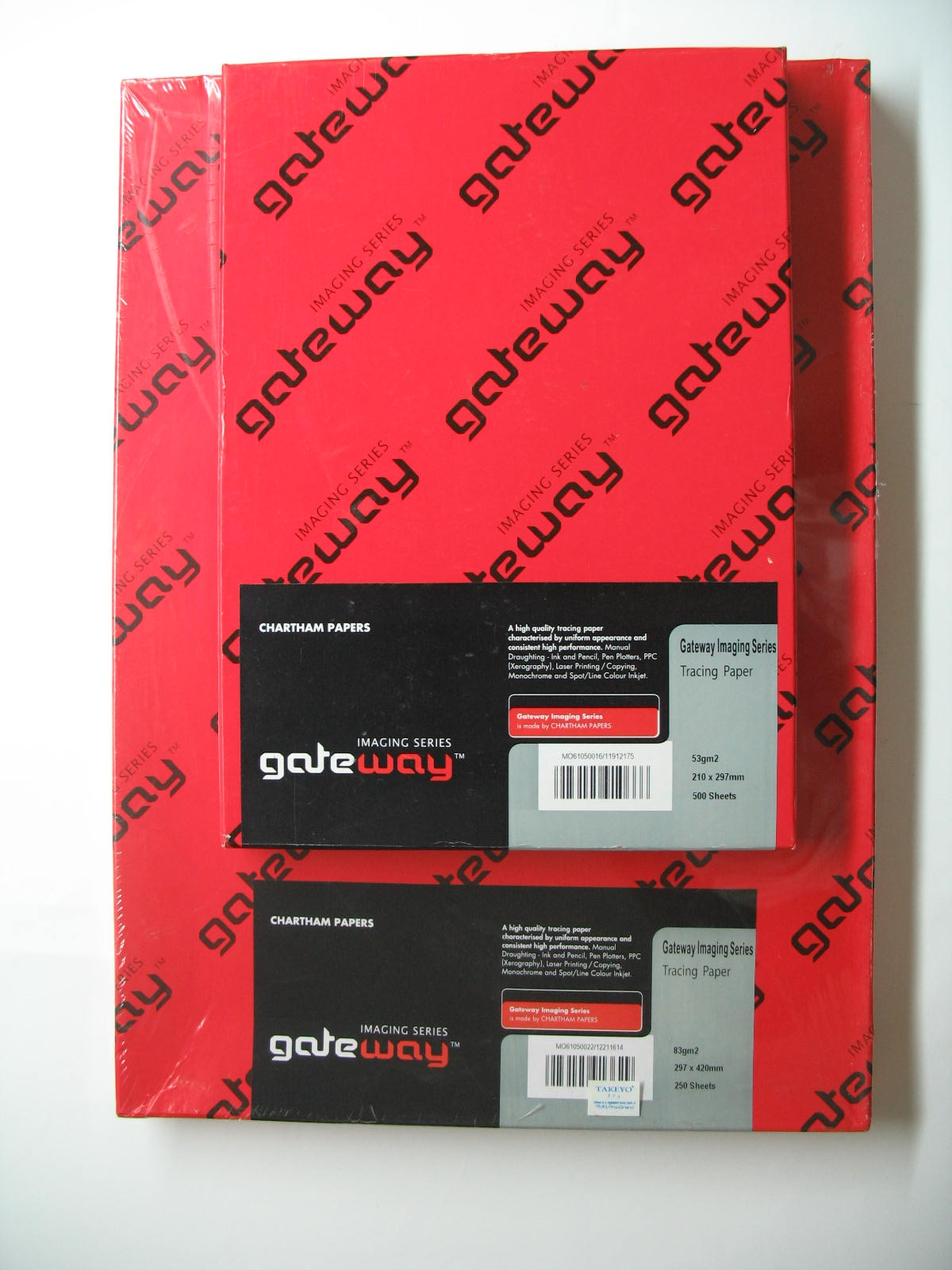
Uma caixa de papel embrulhada com filme de poliolefina contraída por calor (sopro de ar quente)

As poliolefinas são polímeros que têm como monómero uma olefina simples (também chamada alqueno com a fórmula geral CnH2n). Por exemplo, o polietileno é uma poliolefina produzida por polimerização da olefina etileno. Um termo equivalente é polialqueno; este é um termo mais moderno, embora o termo poliolefina é ainda usado na indústria petroquímica. O polipropileno é outra poliolefina comum a qual é feita da olefina propileno.

## História
As poliolefinas foram descobertas em 1954 pelo químico italiano Giulio Natta. Os estudos de Natta, que se iniciaram em 1938 e, a partir de 1953, tiveram o financiamento da empresa química italiana Montecatini, receberam o prémio Nobel de Química de 1963, junto com Karl Ziegler, pelas “descobertas no ramo da química e tecnologia de polímeros”.

## Propriedades
As poliolefinas são impossíveis de serem unidas por um solvente porque elas possuem excelente resistência química e podem somente ser adesivamente ligadas após um tratamento de superfície porque tem energia de superfície muito baixa. Também são extremamente inertes quimicamente e exibem decrescente força a altas temperaturas.